# Albazín

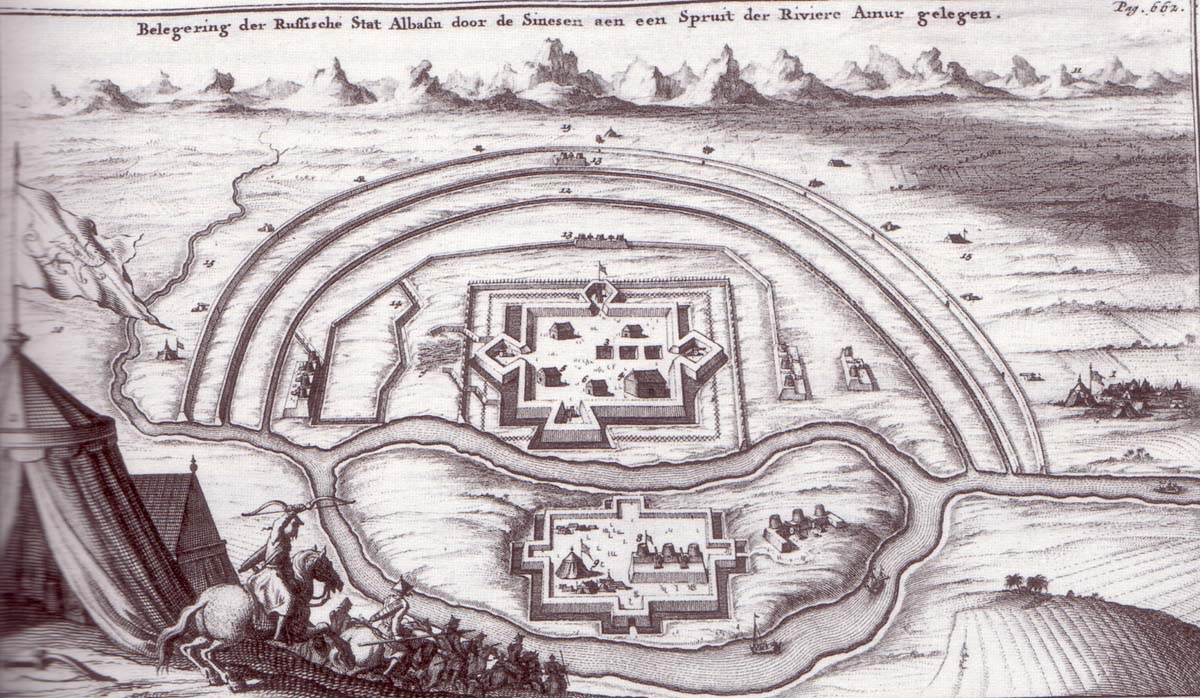
Tropas Qing sitiando Albazín en 1686.

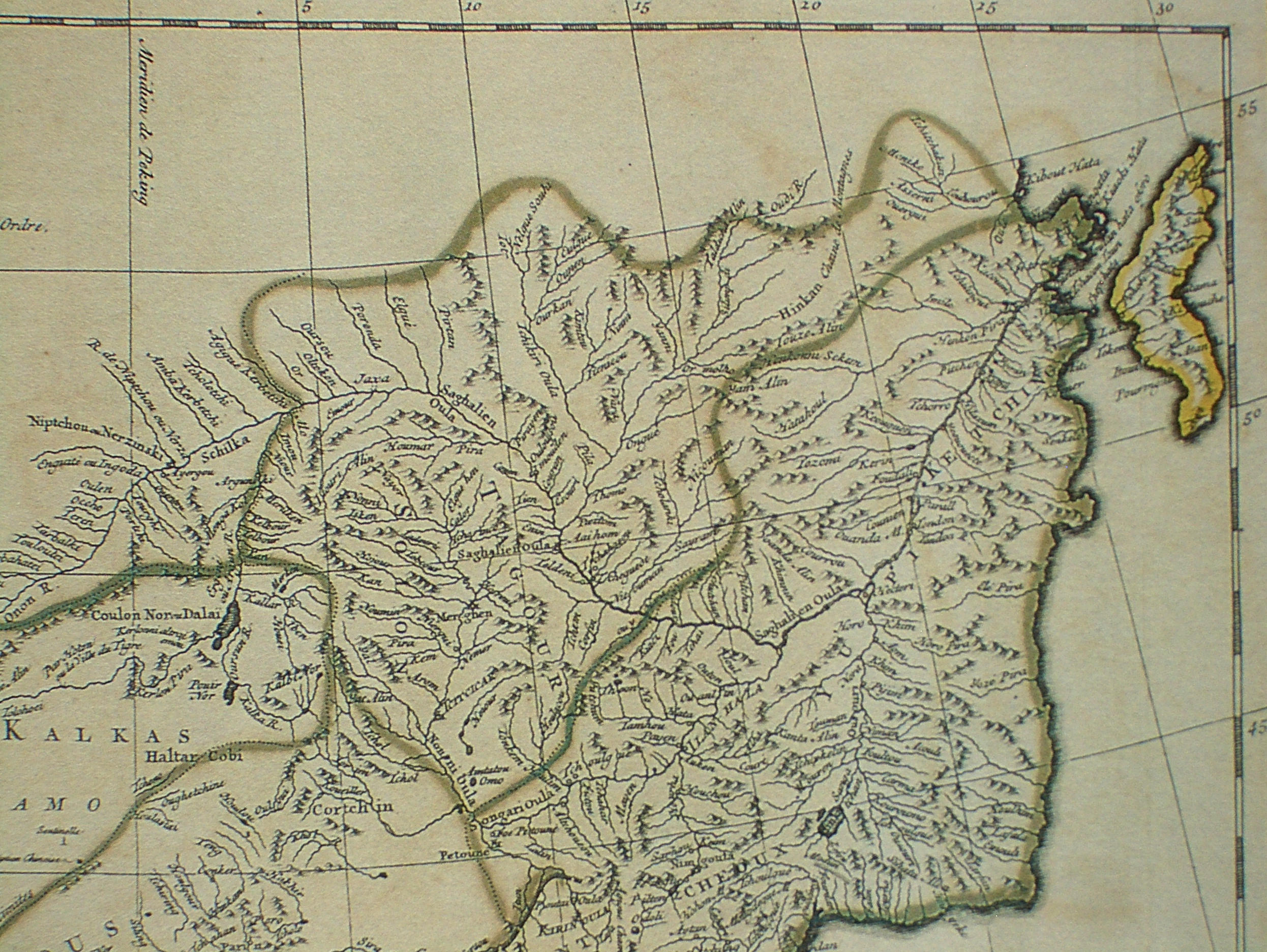
El antiguo sitio de Albazín marcado (como Yaxa) en un mapa francés de principios del.

Albazín o Albazino (en ruso: Албазино́, lit. 'Albazinó'; en chino: 阿勒巴沁, romanizado: Ālèbaqìn) es un pueblo (selo) en el distrito de Skovorodinsky de la óblast de Amur, Federación de Rusia, conocido como el lugar de Albazín (en ruso: Албазин, lit. 'Albazin'), el primer asentamiento ruso que hubo en el río Amur .
Antes de la llegada de los rusos, Albazino pertenecía al pueblo Daur, los pueblos mongoles autóctonos de esta zona. La ciudad fue originada por el príncipe Albaz como la capital del Kanato Solon (sinizado: 索倫汗國).
Más tarde, en el siglo XVII, la ciudad fue el centro del pequeño estado de corta duración de Jaxa (manchú: Yaksa; en chino: 雅克薩, romanizado: Yăkèsà; en ruso: Якса, romanizado: Jaxa)
A fines de la década de 1640, un grupo de cosacos rusos al mando de Yeroféi Jabárov llegó para explorar Dauria. Estaban ansiosos por afianzarse en las proximidades del río Amur y, después de varios enfrentamientos con los daur bajo el mando del príncipe Albaza o Albaaši (sinizado: 阿爾巴西), establecieron un fuerte ruso de Albazín en 1651. Los rusos fueron derrotados aquí por la China de los Qing en 1686. Más tarde, el Tratado de Nérchinsk confirmaría la región como territorio Qing por parte de Rusia.
Tras el Tratado de Aigun en 1858, apareció en el sitio una nueva stanitsa cosaca de Amur. Un museo municipal se encuentra entre los restos del fuerte ruso del siglo XVII.

## Historia de Albazín
A fines de 1650, Yeroféi Jabárov construyó Albazín como cuartel de invierno en la parte más al norte del río Amur, 125 millas río abajo desde el cruce del Argun y el Shilka. A partir de entonces, se utilizó poco ya que los rusos se concentraron en las tierras de cultivo de cereales más ricas río abajo. En 1652, los manchúes expulsaron a los rusos del país de Amur y la tierra quedó en manos de forajidos y aventureros.

### Fundación de Jaxa
En 1655 Nikifor Chernigovsky, un polaco que había sido exiliado a Siberia tras un intento fallido de huir de la custodia rusa, asesinó al vaivoda de Ilimsk en represalia por la violación de su hija y huyó a Amur donde volvió a ocupar las ruinas de Albazín y reunió a una banda de simpatizantes. Chernigovsky pronto se ganó el apoyo de la población local de tungusa, a la que trató con respeto, en contraste con varios asaltos que habían sufrido bajo la soberanía rusa. Hizo una gran fortaleza sobre las ruinas de Albazín, dándole el nombre de Jaxa.
En los años siguientes, los gobernadores de Siberia hicieron varios intentos fallidos de recuperar el control de Albazín; sin embargo, Chernigovsky pudo mantener su posición enfrentando a los rusos contra los chinos, y viceversa. A partir de 1669, el zar ruso Alejo I recibió un tributo del país de Jaxa (Albazín y los pueblos de los alrededores), lo que afectó la decisión del zar de reconocer formalmente a Chernigovsky como señor de Jaxa en 1674, unido a que en aquel momento se vivían revueltas internas dirigidas por Steñka Razin más el enfrentamiento contra la Confederación de Bar tras el infructuoso reparto de Ucrania con los polacos. El gobierno chino, por su parte, se comunicó con Chernigovsky usando el polaco como idioma principal.
En 1675, invadió tierras chinas con la ayuda de la población local. Esta sigue siendo la última referencia registrada a Chernigovsky en la historia.

### El conflicto sino-ruso por Albazín

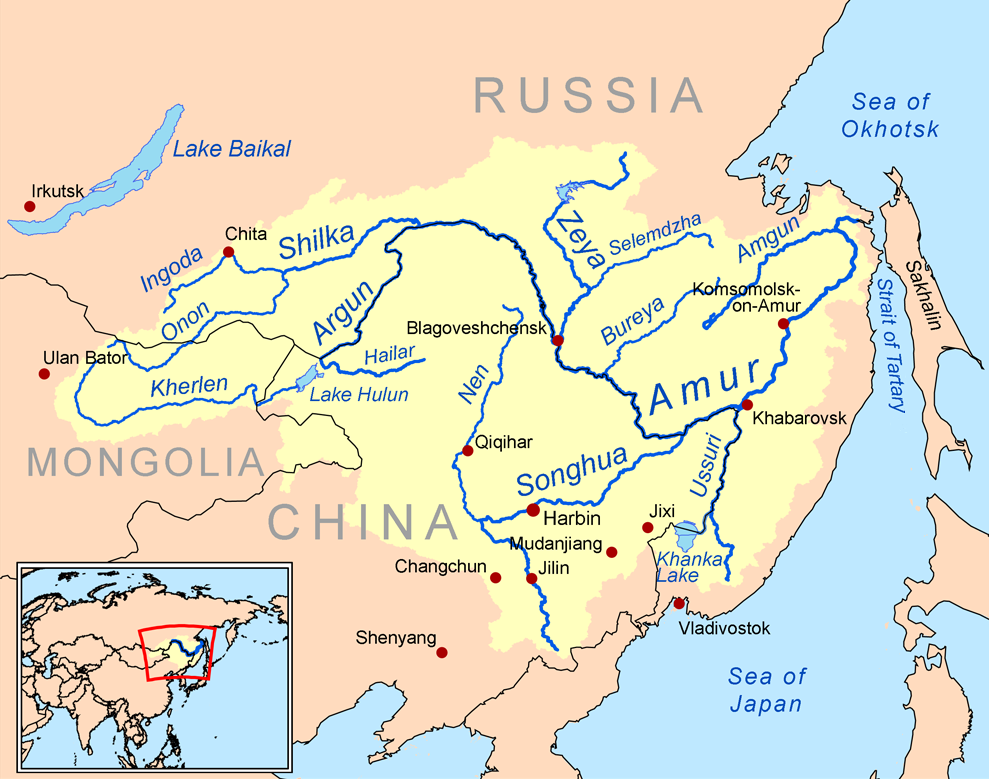
Albazín está en el bucle norte del Amur. Nérchinsk está en el Shilka inferior.

Los Qing hicieron poco por Albazín porque sus fuerzas estaban ancladas en el sur de China y porque estaban preocupados por el posible respaldo ruso para sus enemigos en Mongolia. Tras la derrota de Koxinga y su estado proclamado en la isla de Formosa, los Qing impusieron su dominio en la isla en 1683, en la primavera de 1682 el emperador Kangxi hizo una gira por Manchuria y comenzó los preparativos para hacer frente al problema de Amur. Su plan era construir una fuerza tan grande que los rusos se retiraran sin luchar porque, como dijo, «El uso de la fuerza no es algo bueno. Lo usamos solo bajo compulsión». Las tropas se trasladaron a Aigun y se plantaron cultivos para alimentarlas. Se retrasó un ataque debido a desacuerdos entre los planificadores y la dificultad de mover los suministros hacia el norte.
A partir de 1681 hubo amenazas Qing contra Albazín, se celebraron conversaciones en el río Nen y se destruyeron fuertes rusos menores a lo largo del Zeya. A fines de 1683, todas las bases rusas, excepto Albazín, habían sido eliminadas. Moscú respondió haciendo a Iván Vlasov vaivoda de Nérchinsk y nombrando a Aleksey Tolbuzin para un nuevo voivodato en Albazín en julio de 1684. Un intento de trasladar hombres y suministros al este fracasó debido a la escasez y la ineficiencia.
El asedio chino comenzó el 23 de junio de 1685. El día 26 hubo una batalla indecisa de un día de duración. Acto seguido, el ejército Qing apiló leña seca a lo largo de las paredes de madera del fuerte y cuando comenzaron a encenderlo, Tolbuzin se rindió, siendo desconocida la fecha exacta en la que esta se produjo. A los aproximadamente 600 defensores se les permitió retirarse a Nérchinsk. Unos 45 optaron por ir con el ejército Qing donde se unieron a la colonia rusa en Pekín . El ejército Qing quemó el fuerte y se retiró, pero no destruyó los cultivos. Cuando la noticia de la derrota llegó a Moscú en noviembre, se decidió abandonar el Amur y enviar un embajador a Pekín. Las tropas Qing estaban formadas por tropas del Ming del Sur que habían participado en la campaña de Taiwán, reconocidos por su conocimiento de la guerra náutica.
Un día después de dejar Albazín, los rusos en retirada se encontraron con un grupo de refuerzos que trajeron la noticia de que un grupo aún mayor al mando de Baiton había llegado a Nérchinsk . Como se perdió el fuerte, continuaron su retirada. Algún tiempo después del 10 de julio de 1685, los exploradores informaron que los Qing se habían ido y que las cosechas aún estaban en pie. Vlasov envió 669 hombres bien armados al mando de Tolbuzin para recoger la cosecha. Se recogieron las cosechas, se refortificó Albazín con muros de tierra y se procuró volver a someter a los indígenas. Los Qing llegaron el 18 de julio de 1686 y comenzaron un fuerte asedio y un constante cañoneo. En el quinto día del asedio, Tolbuzin fue asesinado por una bala de cañón y reemplazado por Afanasí Baiton. Los rusos tenían suficiente comida para durar hasta Pascua, pero les faltaba agua. El asedio continuó hasta principios de invierno. A fines de octubre llegaron mensajeros a Pekín anunciando el deseo de Moscú de negociar. Se emitió una orden para relajar el sitio. En ese momento, quedaban vivos menos de 66 hombres, de los 826 originales (la mayoría había muerto de enfermedades, especialmente escorbuto). El 25 de diciembre Baiton envió a uno de sus hombres a pedir provisiones. En el fuerte quedaban poco más de veinte hombres, todos enfermos y desnutridos. Cuando, en agosto de 1687, Kangxi escuchó (incorrectamente) que el embajador ruso, Fiódor Golovín, había llegado a Mongolia, ordenó la retirada de las tropas Qing.
Por el tratado de Nérchinsk (1689), Albazín fue abandonado y destruido por los rusos.